# Wakaba Shimoguchi
Wakaba Shimoguchi (født 2. maj 1998) er en japansk fodboldspiller, som spiller for den japanske fodboldklub Fagiano Okayama.